# Walter Swennen
Walter Swennen (27 februari 1946, Vorst – augustus, 2025) was een Belgisch kunstenaar.

## Biografie
Vanaf zijn vijfde leerde Swennen noodgedwongen de Franse taal, toen zijn ouders ineens wisselden naar het Frans. Deze gebeurtenis zorgde voor de diepe fascinatie tussen taal, beeldtaal en hoe ze betekenissen overbrengt of juist het tegenovergestelde. Vanaf eind jaren '60 was hij al artistiek actief in zijn ouderlijk huis. Swennen werd opgeleid als graveur en begon zijn carrière in performance-art en poëzie met een sterke invloed van de beatgeneratie. Hij stond bekend om zijn radicale en op ervaring-gerichte schilderijen. In Swennens woorden hoeven zijn werken niet begrepen te worden, daarnaast hebben ze ook geen emotie nodig; schilderen voor hem is enkel dat: schilderen. Hij was een poëet vooraleer hij schilder werd. Swennen had als uitgangspunt dat alles betekenisloos is.
Swennen woonde en werkte in Brussel. Hij overleed in 2025 op 79-jarige leeftijd.

## Tentoonstellingen
In 2021 was er een overzichtstentoonstelling/retrospectief in Kunstmuseum Bonn, Gemeentemuseum Den Haag en Kunstmuseum Winterthur.

## Collecties
Swennens werk maakt deel uit van verschillende internationale collecties waaronder het Centre National des Arts Plastiques in Parijs, Kanal - Centre Pompidou in Brussel en FRAC in Frankrijk.
- Gemeinsame Normdatei: 119224968
- International Standard Name Identifier: 0000 0000 7831 8298
- Library of Congress Control Number: n96067728
- MusicBrainz: eca38b15-ad2f-4ef8-9e64-db80fa325fe6
- Nederlandse Thesaurus van Auteursnamen: 073357227
- RKD-Nederlands Instituut voor Kunstgeschiedenis: 92212
- Système universitaire de documentation: 133187640
- Virtual International Authority File: 57420018
- WorldCat: E39PBJqBkpXDRdrgjy7vW47fv3